# Megachile xerophila
Megachile xerophila är en biart som beskrevs av Cockerell 1933. Megachile xerophila ingår i släktet tapetserarbin, och familjen buksamlarbin. Inga underarter finns listade i Catalogue of Life.